# Преголя
Прего́ля (стародавня назва Хрон, давньопрусськ. Прейгара, нім. Pregel — Прегель, лит. Prieglius, пол. Pregoła) — річка, що впадає до Балтійського моря, точніше до прісноводної Калінінградської (Віслинської) затоки. Довжина Преголі — 123 км, разом з Анграпою (одна з найважливіших приток) — 292 км. Площа басейну Преголі — 15,5 тис. км². Прусська назва річки — Скара, що означає «вигнута», пізніша — Претора — «безодня». Назва Претора трансформувалась у німецьке Прегель.

## Географія
Преголя є найдовшою річкою, що цілком протікає в межах Калінінградської області. Преголя бере початок від злиття Інструча й Анграпи, в районі міста Черняхівськ. Ширина Преголі в Черняхівську становить 20 метрів, в Калінінграді — 80 метрів. Глибина від 2-3 метрів у верхній течії й до 8-16 у нижній. За Гвардійськом, в районі селища Озерки, Преголя розділяється на два паралельних русла, Нова Преголя (північне русло) і Стара Преголя (південне русло). У багатьох місцях ці русла з'єднуються протоками, таким чином утворюється велика кількість островів. Останній острів перед гирлом — Кнайпхоф (острів Канта) в Калінінграде, за ним Стара й Нова Преголя з'єднуються до єдиного русла.
Над Преголею (від витоку до гирла) розташовані такі міста й селища міського типу: Черняхівськ, Знаменськ, Гвардійськ, Калінінград.
Преголя з'єднана каналом з річкою Німан. Фактично рукавом Преголі є річка Дейма, яка відходить від Преголі у Гвардійську та впадає до Куршської затоки у Поліську.

## Гідрографія
Весінній паводок (березень — квітень), літньо-осінній межень. Середня витрата води 90 м³/с. В заплаві Преголі розташовано декілька озер-стариць, найкрупніші з них — Вороняче й Пусте в районі Озерків.
Шістдесят відсотків стоку Преголі припадає на Калінінградську затоку, решта сорок відсотків через Дейму відводяться до Куршської затоки.
Преголя — рівнинна річка, швидкість течії варіюється від 0,5 м/с нижче Черняхівська до 0,1 м/с в гирлі та в рукаві Дейми.
Живлення річки змішане, дощова складова 40 %, снігова — 35 %, ґрунтова — 25 %. Під час паводків річка розливається, затоплюючи заплаву. Нагони можуть призводити до повеней, останні сильні повені стались 19 листопада 2004 року й 10 серпня 2005 року. В минулому відбувались катастрофічні повені.

## Притоки
Основні притоки — Інструч і Анграпа, які, зливаючись, утворюють Преголю.
Наступна за значимістю й довжиною лівобережна притока Лава впадає в районі Знаменська на 72 км від витоку Преголі. Також Преголя з'єднана з Куршською затокою річкою Дейма.
До Преголі впадають й інші малі річки, серед них від гирла впадають:
- лівобережні — Байдуківка на 43 км, Боброва на 50 км, Гвардійська на 50 км, Велика на 83 км, Голуба на 102 км;
- правобережні — Лаківка на 4 км, Гур'ївка на 18 км, Глибока на 86 км, Гремляча на 109 км.

## Фауна
В Преголі та її притоках проживає близько сорока різних видів риб, в тому числі: товстолобик, щука, плотва, окунь, йорж, сом, короп, лящ, плоскирка, краснопірка, жерех, верховодка, верхівка, чехоня, сиг, ряпушка, кумжа, сьомга, налим, корюшка, вусач, мересниця річкова, підуст, форель, харіус, палія, рогатка, в'юн, судак.
Через забруднення Преголі в дійсності багато з цих риб зустрічаються рідко. Багато риби, що йде на нерестилище у середній течії Преголі, гинуть перед гирлом Преголі (в районі Калінінграда), оскільки ця частина річки найзабрудненіша побутовими й промисловими відходами. Але останнього часу, у зв'язку з закриттям целюлозно-паперового заводу, чисельність риби помітно збільшилась.

## Судноплавство
Преголя стала судноплавною річкою завдяки роботам із поглиблення дна. На початку XX століття гирло Преголі з'єднали з Балтійським морем судноплавним каналом.
До будівництва залізниці Калінінград — Черняхівськ Преголя мала важливе значення як транспортна артерія. Нині її значення у цій якості сильно знизилось. Тим не менше комерційне судноплавство Преголею зберігається донині.

## Гідротехнічні споруди
З метою покращення умов судноплавства Преголею у двадцятих роках було ухвалено програму будівництва гідротехнічних споруд, в рамках якої в період з 1921 по 1926 рік було зведено п'ять шлюзів та Інстенбурзький канал.

### Шлюзи
Шлюзи було зведено на найскладнішій у навігаційному відношенні ділянці річки між Знаменськом та Заовражним. Всі шлюзи мають стандартні розміри: 45 м у довжину й 7,5 м у ширину. Поряд із кожним шлюзом знаходився будинок смотрителя.
Список шлюзів:
- Шлюз № 1 у Знаменську
- Шлюз № 2 в Талпакі
- Шлюз № 3 у Шлюзному
- Шлюз № 4 у Межиріччі
- Шлюз № 5 у Заовражному

### Інстербурзький канал
Інстербурзький судоплавний канал починається біля шлюзу поряд із Новим Селищем і проходить через центр Черняхівська до русла Анграпи. Довжина каналу — 4 км, ширина — 7 метрів.

## Мости
Мости перелічено за течією річки.
| Міст                               | Автомобільних смуг               | Залізничних полотен | Трамвайних колій | Прольотів | Розвідний       | Примітки |
| ---------------------------------- | -------------------------------- | ------------------- | ---------------- | --------- | --------------- | --- |
| Мости від гирла до Талпаків        |                                  |                     |                  |           |                 | |
| Міст у Бережковському              | 1                                | -                   | -                | 3         | ні              | До війни мав розвідний середній проліт.                                                                                   |
| Міст у Межиріччі                   | 2?                               | -                   | -                | 3         | ?               | |
| Мости на території Талпаків        |                                  |                     |                  |           |                 | |
| Старий автомобільний міст          | 2?                               | -                   | -                | 3         | ні ?            | Не використовується. Частково розібрано.                                                                                  |
| Естакадний міст на трасі А-229     | 2                                | -                   | -                | ?         | ні              | |
| Мости на території Знаменська      |                                  |                     |                  |           |                 | |
| Естакадний міст на дорозі Р-514    | 2                                | -                   | -                | 7         | ні              | |
| Мости на території Гвардійська     |                                  |                     |                  |           |                 | |
| Автомобільний міст на дорозі Р-512 | 2                                | -                   | -                | ?         | ні              | |
| Мости на території Калінінграда    |                                  |                     |                  |           |                 | |
| «Берлінський» мост                 | 2                                | -                   | -                | ?         | ні              | Ще 2 смуги частково зруйновано та після війни не відновлювались. Через Стару й Нову Преголю. Окружна дорога Калінінграду. |
| Другий естакадний міст             | 6                                | -                   | -                | ?         | ні              | В процесі будівництва. Через Стару й Нову Преголю.                                                                        |
| "Високий" міст                     | 2                                | -                   | 2                | 3         | Середній проліт | |
| "Ювілейний" міст                   | -                                | -                   | -                | 3         | Середній проліт | Через Стару Преголю. Пішохідний.                                                                                          |
| "Дерев’яний" міст                  | 2                                | -                   | 2                | 3         | Середній проліт | |
| "Медовий" міст                     | 1                                | -                   | -                | 3         | Середній проліт | Через канал між Старою та Новою Преголею.                                                                                 |
| Естакадний мост                    | 4 (6 не на всією довжиною мосту) | -                   | 2                | ?         | ні              | Через Стару й Нову Преголю                                                                                                |
| Залізничний міст                   | -                                | 1                   | -                | 3         | Середній проліт | Розведено та законсервовано                                                                                               |
| Двоярусний міст                    | 2 (нижній ярус)                  | 2 (верхній ярус)    | -                | 3         | Середній проліт | Пішохідні доріжки на нижньому ярусі.                                                                                      |